# Avril Lavigne
Avril Ramona Lavigne (Belleville, 27 settembre 1984) è una cantautrice canadese con cittadinanza francese.
Raggiunge il successo mondiale nel 2002 con il singolo Complicated, che la fa diventare un idolo per gli adolescenti di tutto il mondo per via della sua personalità ribelle. Nello stesso anno viene pubblicato il suo album di esordio, Let Go, che ha venduto oltre venti milioni di copie nel mondo e ricevuto il plauso della critica specializzata. Grazie al suo impatto nella cultura musicale, Avril Lavigne è stata definita come «principessa del pop punk». La consacrazione avviene con il secondo album, Under My Skin (2004), distribuito in circa sedici milioni di copie e trainato dal successo dei singoli Don't Tell Me e My Happy Ending. Nel 2007 è il turno del terzo album in studio, The Best Damn Thing, stampato in otto milioni di copie e preceduto dal singolo Girlfriend, l'unico brano della cantante ad aver raggiunto la prima posizione nella Billboard Hot 100. Dopo aver preso una pausa di circa quattro anni, Lavigne torna sulle scene musicali pubblicando prima l'album Goodbye Lullaby (2011) e poi l'omonimo Avril Lavigne (2013), entrambi influenzati da una forte impronta personale e introspettiva. In seguito a un'altra pausa, dovuta principalmente alla contrazione della malattia di Lyme, pubblica nel 2019 il nuovo album Head Above Water, cui seguono Love Sux (2022) e la raccolta dei suoi più grandi successi discografici (2024).
Dall'inizio della sua carriera ha venduto più di 70 milioni di album e oltre 80 milioni di singoli Ha ricevuto otto candidature ai Grammy Awards, tre ai BRIT Awards e si è aggiudicata un MTV Video Music Award, due MTV Europe Music Awards, sette Radio Disney Music Awards e nove Juno Award. Oltre alla musica, Lavigne dedica del tempo anche ad altre attività, come la creazione di una sua fondazione benefica, una linea d'abbigliamento mirata al mercato giovanile, la Abbey Dawn, e la realizzazione di tre fragranze di profumi.

## Biografia

### Infanzia e adolescenza
Di origini inglesi, scozzesi, irlandesi e francesi, nasce a Belleville, nella provincia dell'Ontario, in Canada, il 27 settembre 1984. Seconda di tre figli (gli altri sono Michelle di tre anni più giovane e Matt di due anni più grande), all'età di cinque anni si trasferisce con la famiglia a Napanee, una cittadina di soli 5 000 abitanti, dove è cresciuta. Essendo suo padre originario della Francia, Lavigne possiede la doppia cittadinanza canadese e francese. In giovane età, a Lavigne viene diagnosticata la sindrome da deficit di attenzione e iperattività e incomincia ad assumere Ritalin.
La famiglia (il padre francese, Jean-Claude, lavora per una compagnia telefonica e la madre canadese, Judy, è casalinga) e l'ambiente profondamente religioso in cui cresce, la portano a frequentare le chiese (la Evangel Temple era quella solitamente frequentata dalla sua famiglia) e le comunità nelle quali farà le prime esperienze nel canto. Un misto di country e gospel che la formerà e le farà "muovere i primi passi" su una strada già percorsa da molte altre celebrità prima di lei.

### 1995-2001: gli esordi e il primo contratto discografico

Autografo di Avril Lavigne

All'età di undici anni Lavigne riceve in regalo dai suoi genitori la sua prima chitarra. È su questo strumento che incomincia a imparare da autodidatta; comincia a scrivere alcuni testi all'età di quattordici anni, il primo Can't Stop Thinking About You, parla di una storia d'amore finita male. La prima canzone che impara con la chitarra è Fly Away di Lenny Kravitz. Decide di entrare nella Lennox Community Theatre, che produce spettacoli e musical a livello locale e si esibisce in due spettacoli, colpendo il direttore del teatro Tom Picotte per la personalità che esprime sul palco nonostante la giovane età.
Nel 1999 partecipa, vincendolo, a un importante concorso radiofonico il cui premio finale è la possibilità di esibirsi in duo con la cantante country Shania Twain. Le due si esibiscono con il brano What Made You Say That? presso il Corel Centre di Ottawa di fronte a 20 000 persone. L'anno successivo Avril Lavigne si esibisce nel The Quinte Spirit Festival, manifestazione che si svolge annualmente a Greater Napanee ed è organizzata allo scopo di promuovere gli artisti locali. L'organizzatore, un cantautore di nome Stephen Medd, rimane talmente colpito dalla voce della cantante, che aveva già notato durante un'esibizione al Lennox Community Theatre, che le propone di partecipare a tre sue canzoni, Touch the Sky, Temple of Life e Two Rivers (Tekahionwake), contenute negli album The Quinte Spirit (1999) e My Window to You (2000) dello stesso Medd.
Alla fine del 1999, durante un'esibizione in una libreria di Kingston in Ontario, Lavigne incontra il talent scout Cliff Fabri che diventa il suo primo manager e le organizza numerose esibizioni nell'area di Kingston e Napanee. In queste esibizioni canta brani country inframezzati a successi pop come Kiss Me dei Sixpence None the Richer. Oltre a promuovere esibizioni locali, Fabri cerca di ottenere un contratto discografico e per questo incoraggia la cantante a scrivere propri brani. Registra un video nel seminterrato di casa Lavigne e spedisce demo a numerose case discografiche. Una prima occasione discografica arriva quando Brian Hetherman della Universal Music Group s'interessa alla cantante e si reca a Napanee per ascoltarla esibirsi dal vivo in Adia di Sarah McLachlan e Breathe di Faith Hill. Hetherman, pur rimanendo colpito, non le offre un contratto; tuttavia le lascia una serie di album da dove trarre spunto per cercare di far evolvere il suo stile musicale. Uno degli album è dei blink-182.
Un'altra occasione arriva quando il vice presidente della Nettwerk Records, Mark Jowett, chiede di incontrarla: egli è convinto che abbia i requisiti per sfondare ma è dubbioso su quale tipo di canzoni siano adatte a lei, per cui non le offre un contratto ma la invita a New York per lavorare insieme con altri autori e produttori. In quel primo viaggio Lavigne affronta una grande città come New York e si accorge come sia diversa dai luoghi tranquilli dove aveva vissuto fino ad allora. In quel periodo conosce Peter Zizzo, un famoso autore di canzoni, che in passato aveva lavorato con Jennifer Lopez e Céline Dion e insieme a lui compone il brano Why che poi sarà contenuto come bonus track nel suo album di esordio. Tuttavia alla fine del soggiorno a New York Avril Lavigne non riesce a ottenere nessun contratto discografico e ritorna a Napanee. La svolta arriva alla fine del 2000 quando nel secondo viaggio a New York conosce il talent scout Ken Krongard, della Arista Records, che rimane colpito dalla cantante e le organizza un'esibizione presso la sua casa discografica in presenza di L.A. Reid, il capo della Arista Records. In quell'occasione Avril Lavigne canta i brani Falling Into History e Why e nello stesso giorno L.A. Reid le offre un contratto discografico.
Nel gennaio 2001, dopo la firma del contratto Avril Lavigne, con l'appoggio dei suoi genitori, lascia la High School senza mai diplomarsi e si trasferisce stabilmente a New York, dove risiede in un appartamento di Horatio Street nel Greenwich Village, luogo noto per essere il quartiere di artisti e creativi, insieme con il fratello maggiore Matt. Tuttavia in questo periodo la cantante sedicenne non riesce a sviluppare alcun progetto degno di nota, anche per la mancanza di contatti con ragazzi della sua età e in particolare per l'eccessiva invadenza di autori professionisti in un lavoro che vorrebbe fare in prima persona. Così Avril Lavigne lascia New York e si trasferisce a Los Angeles, dove trova quella concentrazione e freschezza di cui sente bisogno.

### 2001-2003:Let Go

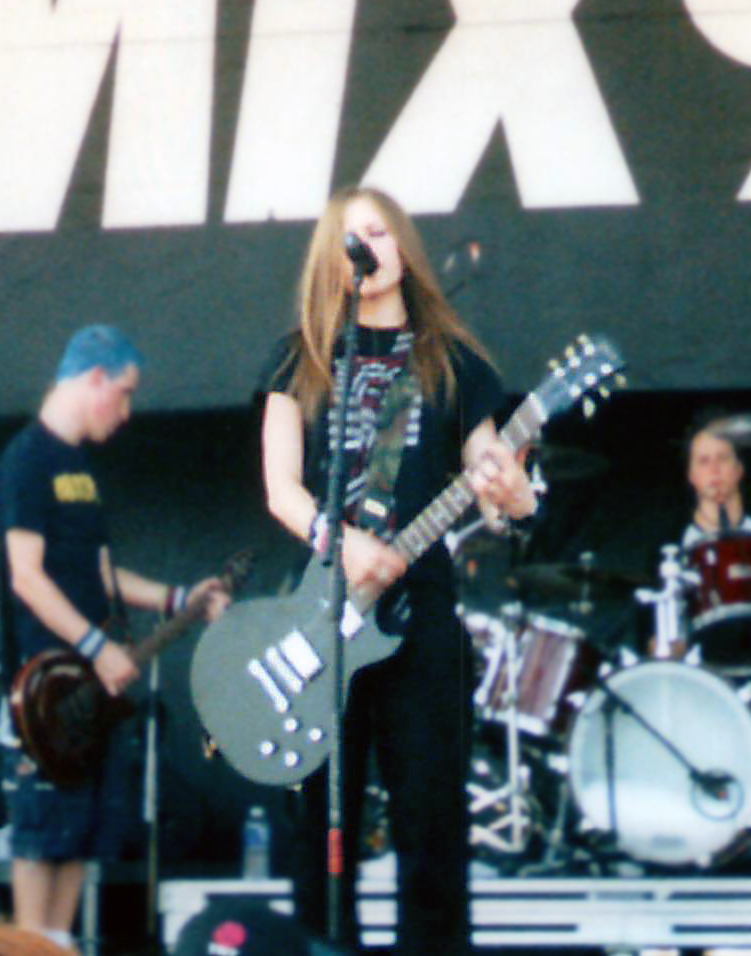
Avril Lavigne in concerto nel 2002

Una volta trasferitasi a Los Angeles, Lavigne incomincia a lavorare alla composizione delle canzoni da introdurre nel suo album di esordio: a tale scopo incontra un rinomato autore di canzoni, Cliff Magness, con il quale ha subito un grande feeling e insieme con lui compone alcuni brani che poi faranno parte della tracklist dell'album: Unwanted, Losing Grip, Mobile, My World e Too Much to Ask. Oltre alla collaborazione con Magness, molto importante è quella con i The Matrix (trio di autori costituito dai coniugi Lauren Christy, Graham Edwards e Scott Spock), che in passato avevano collaborato con Christina Aguilera e i Backstreet Boys, con i quali compone i brani Complicated, Sk8er Boi, I'm with You, Anything But Ordinary e Things I'll Never Say. Infine, realizza la canzone Nobody's Fool, insieme con Peter Zizzo, e gli altri due brani Tomorrow e Naked, nati dalla collaborazione con i songwriters Curt Frasca e Sabelle Breer.
Come singolo di esordio viene scelto il brano Complicated, pubblicato nel giugno del 2002, che diventa subito una hit internazionale, raggiungendo la prima posizione in diversi paesi. Il video entra subito in heavy rotation su MTV e batte tutti i record per quanto riguarda i passaggi radiofonici negli USA. Il brano si è rivelato uno dei più fortunati dell'anno e ha scalato le classifiche dei singoli più venduti in moltissimi paesi del mondo: è entrato nella top10 di molti paesi stabilizzandosi saldamente alle posizioni più alte della classifica e ha raggiunto la numero 1 in Australia (per 6 settimane), in Nuova Zelanda (per 9 settimane), in Norvegia (per 4 settimane), In Irlanda (per due settimane) e in Messico, rendendo così Avril Lavigne, ancora diciassettenne, celebre in tutto il mondo. In Italia è stato al secondo posto dei singoli più venduti senza scalzare dalla vetta del podio il singolo planetario Aserejé. Ha venduto complessivamente circa 20 milioni di copie diventando uno dei maggiori incassi discografici del 2002. È anche incluso nella serie drammatica Dawson's Creek. Complicated è stato inserito alla numero 83 nella rassegna dei Hot 100 singoli del decennio. Il 28 giugno 2002 Avril Lavigne pubblica l'album di esordio intitolato Let Go che esordisce alla posizione numero 2 della Billboard 200 e alla prima posizione della classifica canadese, australiana e britannica. Con l'album la cantante canadese entra nel Guinness dei primati del 2004 per essere stata la cantante più giovane ad arrivare al primo posto della classifica britannica con un album, record in seguito battuto dalla cantante soul Joss Stone. L'album ottiene un enorme successo superando le 18 milioni di copie vendute in tutto il mondo di cui solo 7 milioni erano copie digitali. Il 9 settembre 2003, l'azienda Apple ha comunicato che Complicated è stato il diecimilionesimo singolo a essere acquistato sulla sua piattaforma in rete, per 99 centesimi.
Oltre al singolo apripista dall'album vengono pubblicati altri tre singoli: Sk8er Boi (il 13 dicembre 2002 in Italia), I'm with You (il 30 aprile 2003 in Italia) e Losing Grip (il 7 luglio 2003 negli USA) e anch'essi ottengono un grande successo. Proprio per la popolarità dei suoi primi tre singoli, Avril Lavigne è divenuta la seconda artista della storia a collezionare tre brani alla n. 1 nella Billboard Mainstream Top 40 da un album di esordio. A supporto dell'album, Avril Lavigne intraprende un tour mondiale, il Try to Shut Me Up Tour, che registra il tutto esaurito in tutte le tappe. Il tour tocca anche l'Italia con la data di Milano del 13 marzo 2003, in occasione della quale partecipa come ospite al programma di MTV Italia TRL. Durante il tour realizza la reinterpretazione di Knockin' on Heaven's Door, celebre brano di Bob Dylan, che viene inclusa nella compilation Peace Song per la lotta al fenomeno dei bambini soldato. Grazie all'album di esordio Avril Lavigne riceve numerose nomination e premi musicali: nel 2002 vince il World Music Awards come artista rock dell'anno e il premio MTV Video Music Awards per il video di Complicated; nel 2003 fa incetta di Juno Award vincendone quattro sulle sei nomination, riceve tre nomination per i BRIT Awards e cinque nomination per i Grammy Award, di cui due nelle prestigiose categorie di Best New Artist e Song of the Year per Complicated (dei quali riceve altre tre nomination nel 2004).
Lavigne ha posato per la copertina del numero di marzo 2003 della rivista Rolling Stone e, più tardi, a maggio, ha cantato Fuel durante l'edizione di MTV Icon dedicata ai Metallica. Lavigne è anche un personaggio non giocante che è possibile incontrare nel videogioco del 2003, The Sims: Superstar.

### 2004-2005:Under My Skin

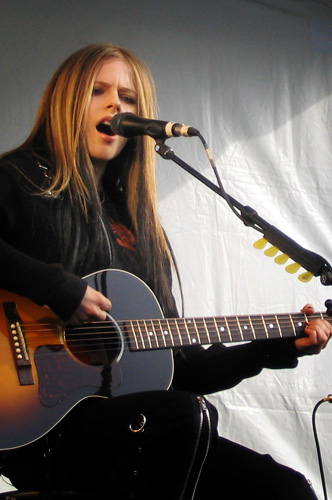
Avril Lavigne in un concerto acustico a Vancouver, 2004

Nell'autunno 2003, dopo un breve periodo di vacanza, Avril Lavigne incomincia a lavorare al secondo album, dal titolo Under My Skin, con la volontà di creare un album più "duro" e più personale del precedente. Dalla collaborazione con il suo chitarrista e amico Evan Taubenfeld nascono i brani Take Me Away e Don't Tell Me, mentre dalla collaborazione con il suo batterista Matt Brann nasce la canzone Freak Out. Oltre che con la sua band la cantante collabora anche con la cantautrice Chantal Kreviazuk, conosciuta durante il 2003 e divenuta sua grande amica, con la quale scrive Together, He Wasn't, How Does It Feel, Forgotten, Who Knows e Slipped Away. Con il marito della Kreviazuk, Raine Maida, Avril Lavigne scrive Fall to Pieces.
Collabora anche con Ben Moody, l'ex chitarrista degli Evanescence, scrivendo il brano Nobody's Home. Infine l'album viene completato con il brano My Happy Ending scritto con Butch Walker. Oltre a scrivere per il suo album, nel 2004 Avril Lavigne co-scrive insieme con Matthew Gerrard la canzone Breakaway, che viene interpretata da Kelly Clarkson e scelta come primo singolo del suo secondo album intitolato proprio Breakaway e per la colonna sonora del film Principe azzurro cercasi. Avril Lavigne ha anche cantato una cover di Iris dei Goo Goo Dolls, insieme con il leader della band, John Rzeznik, al Fashion Rocks, e ha posato per la copertina del numero di ottobre 2004 della rivista Maxim. Ha anche registrato la colonna sonora del film SpongeBob - Il film.
Il 30 aprile 2004 viene pubblicato il primo singolo Don't Tell Me che ottiene un buon successo raggiungendo la top ten in diversi paesi quali Regno Unito, Italia, Canada e Australia. Il 21 maggio 2004 viene pubblicato l'album Under My Skin che esordisce alla prima posizione della Billboard 200 americana e alla prima posizione della classifica album di Regno Unito, Australia, Canada, Germania e Irlanda, mentre in Italia esordisce in terza posizione. Dall'album vengono estratti altri tre singoli: My Happy Ending (il 1º settembre 2004 in Italia), Nobody's Home (il 12 dicembre 2004 in Italia) e He Wasn't (il 21 marzo 2005). Finora l'album ha venduto circa 11 milioni di copie.
Per supportare la promozione di Under My Skin Avril Lavigne, tra marzo e aprile 2004, realizza un mini tour acustico, il Live By Surprise Tour, insieme con Evan Taubenfeld, nei grandi centri commerciali degli Stati Uniti e del Canada. Successivamente da settembre 2004 a settembre 2005 si esibisce in Stati Uniti, Canada, Europa, Asia, Africa e America Latina con il Bonez Tour per un totale di 144 date. Per quanto riguarda la promozione in Italia la cantante si esibisce una prima volta il 1º maggio 2004 a Napoli come ospite dello show di MTV Total Request Live e l'anno successivo fa tappa con il suo Bonez Tour il 29 maggio 2005 a Milano nell'ambito del Cornetto Free Music Festival e il 31 maggio 2005 a Napoli. Nel 2006, in occasione dei giochi olimpici invernali di Torino, si esibisce in un concerto acustico.
Nell'autunno 2005 realizza, accompagnata al piano da Chantal Kreviazuk, una reinterpretazione di Imagine di John Lennon per un'iniziativa benefica a favore di Amnesty International. Inoltre nello stesso anno partecipa al concerto-tributo per i Metallica nel quale si esibisce con Fuel, noto del brano del gruppo. Il frontman James Hetfield, presente al concerto, definisce la sua esibizione una delle migliori.

### 2006-2008:The Best Damn Thing

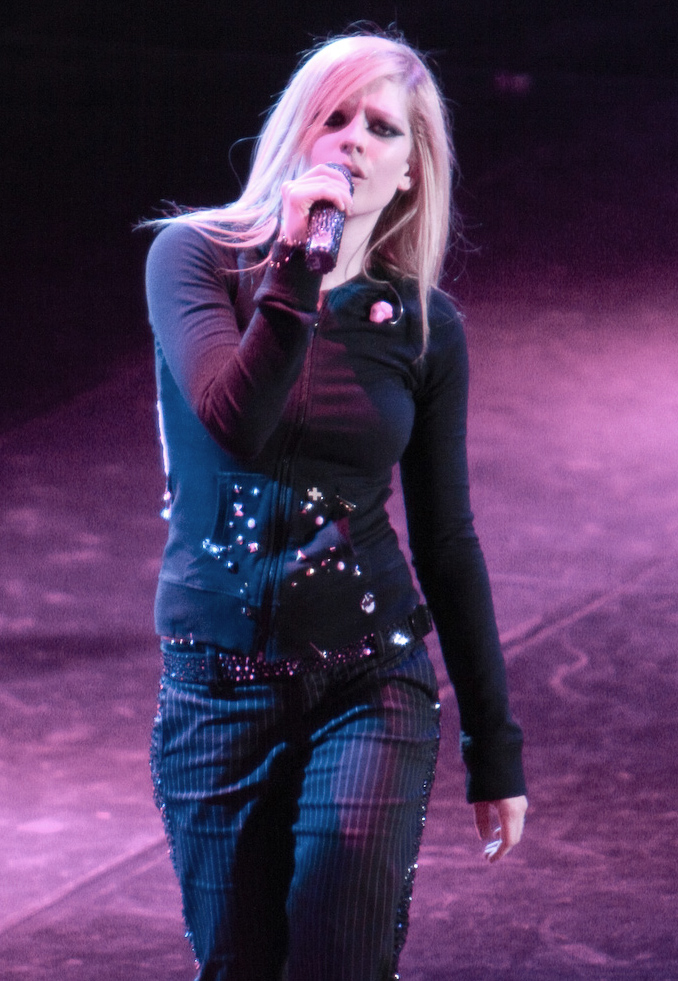
Avril Lavigne in concerto a Pechino per il The Best Damn Tour, 2008

Il 21 febbraio 2006 si esibisce a Torino in un concerto acustico insieme con il suo chitarrista storico Evan Taubenfeld durante le premiazioni dei XX Giochi olimpici invernali. Si esibisce anche il 26 febbraio durante la cerimonia di chiusura con la canzone Who Knows, al momento della presentazione di Vancouver come sede dell'edizione XXI dei giochi. Nell'autunno del 2006 Avril Lavigne incomincia a lavorare al suo terzo album, con l'intento di realizzare un disco caratterizzato da sonorità più "frizzanti" e tematiche più "femminili" rispetto al precedente. Per questo nuovo progetto la cantante collabora con Butch Walker, Dr. Luke, Rob Cavallo, Travis Barker e l'allora marito Deryck Whibley.
Nello stesso periodo la cantante viene contattata dalla casa di produzione 20th Century Fox per realizzare una canzone da inserire nella colonna sonora del film Eragon, così nasce la canzone Keep Holding On, che riscuote un buon successo di pubblico e in seguito viene inclusa, come ultima traccia, nella tracklist del nuovo album. Tra le canzoni scritte per l'album c'è anche I Will Be (inclusa solo nell'edizione limitata dell'album) di cui una versione cover viene inserita in Spirit, l'album di esordio della cantante britannica Leona Lewis e pubblicata da quest'ultima come singolo nel 2009.
Il terzo album di Avril Lavigne, The Best Damn Thing, viene pubblicato il 13 aprile 2007 in Europa e il 17 aprile 2007 negli Stati Uniti: ottiene un ottimo successo di vendite raggiungendo la prima posizione della classifica album di 12 paesi, tra cui l'Italia, il Regno Unito e gli Stati Uniti (dove esordisce con 289 000 copie vendute nella prima settimana di disponibilità). Vende oltre 8 milioni di copie venendo così proclamato il quarto album più venduto dell'anno e il più venduto dall'etichetta Sony BMG.

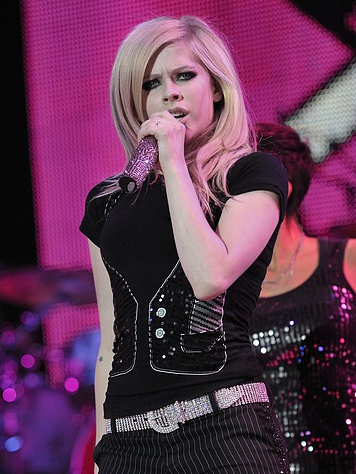
Avril Lavigne durante un concerto all'Heineken Music Hall nel 2008

Il primo singolo, che anticipa l'uscita dell'album, è la hit Girlfriend uscita il 30 marzo 2007 in Italia mentre il 7 febbraio 2007 negli Stati Uniti. La canzone riscuote un inaspettato successo e diventa una hit internazionale raggiungendo la vetta delle classifiche di 11 paesi, tra cui quella italiana, australiana, canadese e americana, diventando così la prima numero uno della cantante nella prestigiosa Billboard Hot 100 americana. Con le sue 7,3 milioni di copie vendute in 72 diverse nazioni, è il singolo di maggior successo commerciale di Avril Lavigne nelle classifiche musicali di tutto il mondo e il singolo più venduto digitalmente a livello mondiale del 2007, ma occupa anche un posto di prestigio nella classifica riguardante i singoli più venduti nella storia della musica. Il secondo singolo estratto dall'album è la hit When You're Gone (pubblicato il 19 giugno 2007) che riscuote un buon successo, infatti in Italia e Regno Unito raggiunge rispettivamente la quarta e la terza posizione mentre negli Stati Uniti raggiunge la ventiquattresima posizione. Il terzo singolo estratto è Hot, pubblicato in Regno Unito il 29 ottobre 2007 mentre negli Stati Uniti il 2 ottobre 2007.
Il 1º novembre 2007 durante gli MTV Europe Music Awards di Monaco di Baviera, Avril Lavigne si esibisce con il singolo Hot e vince, per la prima volta nella sua carriera, i premi in due categorie: Act of the Year e Best Song per Girlfriend. Nel dicembre dello stesso anno, il celebre magazine statunitense che si occupa di economia e finanza, cioè Forbes, la colloca all'ottavo posto nella classifica riguardante "I miglior venti percettori under 25", avendo avuto un guadagno annuale di 12 milioni di dollari. Nel 2008, come quarto singolo radiofonico, solo per l'Italia, viene scelta Innocence (pubblicato il 22 febbraio 2008) e MTV Italia trasmette un video non ufficiale prodotto appositamente per il singolo. Il video viene in seguito pubblicato online. Successivamente come quinto singolo italiano ma quarto singolo internazionale viene pubblicata la title track The Best Damn Thing.
Per promuovere l'album la cantante, nel 2007, realizza un tour promozionale che tocca anche l'Italia con la data del 18 luglio 2007 all'Ippodromo delle Capannelle di Roma. Successivamente, il 5 marzo 2008, incomincia il The Best Damn Tour, il tour mondiale che dapprima tocca il Canada e gli Stati Uniti, poi l'Europa, poi di nuovo il Canada, l'Asia e l'Australia e che termina nell'ottobre dello stesso anno. In Italia si esibisce con due date: a Bolzano il 12 giugno e a Milano il 13 giugno. Nell'agosto dello stesso anno, il Partito Islamico Panmalese tenta di vietare lo show della cantante a Kuala Lumpur, giudicandola "troppo sexy"; in realtà da parte dello staff della cantante si pensava che fossero stati promossi i valori sbagliati prima della giornata dell'indipendenze malese avvenuta il 31 agosto. Alla fine il concerto, programmato per il 29 agosto, si è svolto grazie al consenso da parte del governo.

### 2009-2011:Goodbye Lullaby

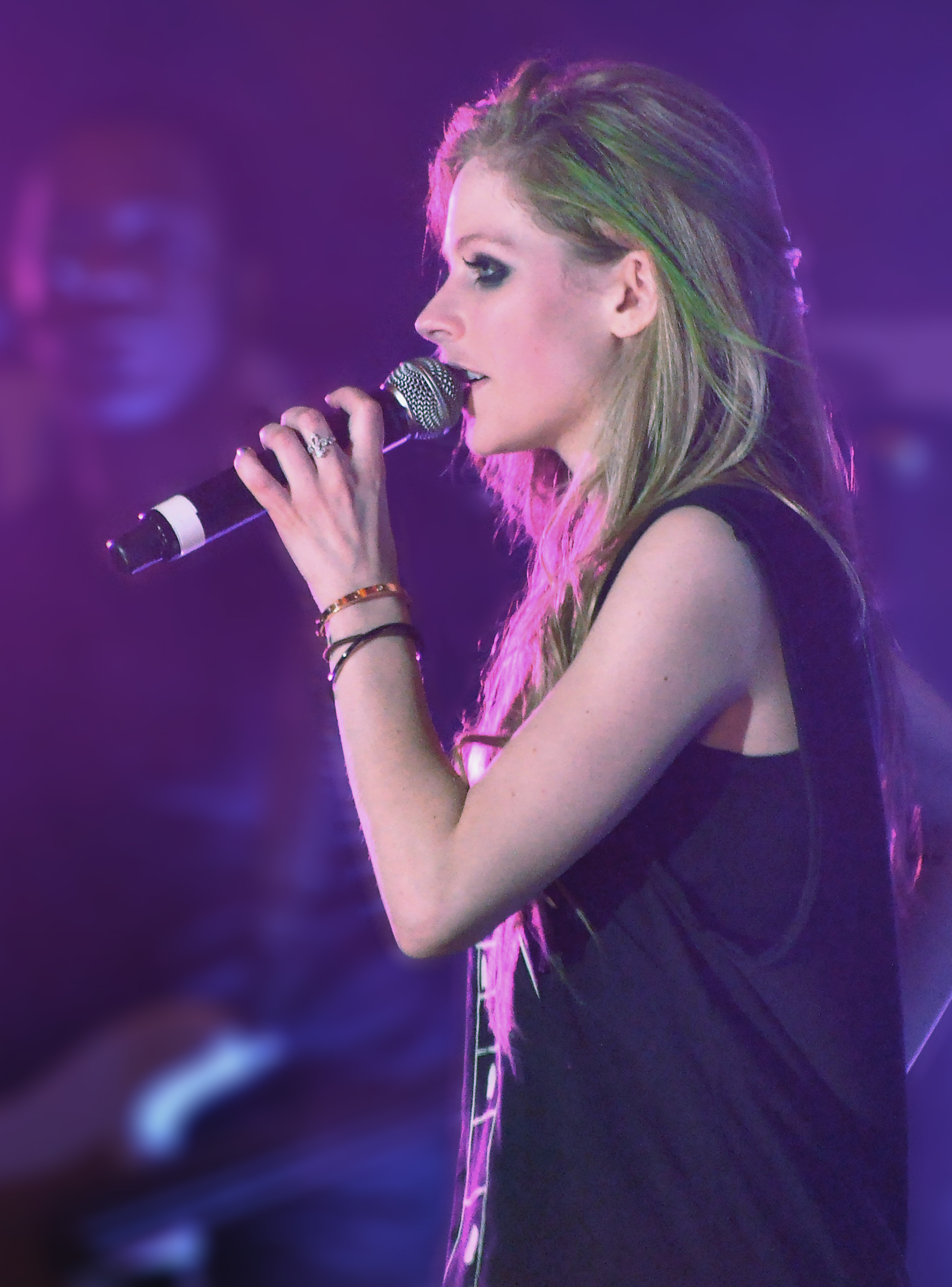
Avril in concerto a San Pietroburgo, 2011

La lavorazione al quarto album ha inizio nel 2009 quando Avril Lavigne registra in studio alcune canzoni tra le quali Everybody Hurts e Darlin (brano scritto all'età di 15 anni dalla cantante quando ancora viveva a Napanee). La data di uscita dell'album, inizialmente prevista per il 17 novembre 2009, subisce un primo slittamento al 2010. Successivamente si susseguono una serie di posticipazioni: a gennaio 2010 durante un'intervista la cantante fissa l'uscita del primo singolo per aprile e dell'album per il mese di giugno 2010 ma il 6 maggio 2010, intervistata nel programma radiofonico On-Air with Ryan Seacrest, Avril Lavigne afferma di trovarsi ancora in studio per scrivere nuove canzoni, dal sound più leggero, da aggiungere alle altre già registrate e caratterizzate da sonorità più cupe, senza però dichiarare un'ipotetica data di uscita del nuovo album. Nell'agosto del 2010 durante un'intervista dichiara di aver registrato materiale per due album. Il nuovo album sarà composto da 14 tracce: la maggior parte scritte da Avril Lavigne durante l'adolescenza (come Darlin) e le altre composte dalla cantante in collaborazione con Evan Taubenfeld (già coautore di Don't Tell Me, Take Me Away, Freak out, Hot, Innocence, Contagious), Butch Walker (già coautore di My Happy Ending, When You're Gone, The Best Damn Thing e Everything back but you), Deryck Whibley e Max Martin.
Nel mese di gennaio 2010, mentre lavora alle canzoni per il nuovo album, Avril Lavigne collabora con la Disney scrivendo il brano Alice per la colonna sonora del film Alice in Wonderland. Il 27 gennaio la canzone viene pubblicata come primo singolo dall'album soundtrack Almost Alice e ottiene un discreto successo in tutto il mondo, riportando la cantante su uno stile, abbandonato con il terzo album, molto più profondo con un richiamo ai testi di Under My Skin, il suo secondo lavoro discografico. Il 28 febbraio 2010 Avril Lavigne si esibisce a Vancouver durante il concerto di chiusura dei XXI Giochi olimpici invernali cantando i brani My Happy Ending e Girlfriend.
Il 12 marzo 2010 viene pubblicata la canzone Wavin' Flag for Haiti registrata da 26 artisti canadesi, sotto il nome di Young Artist for Haiti, per raccogliere fondi da destinare ai terremotati di Haiti. Avril Lavigne canta una delle strofe della canzone e oltre a lei vi sono artisti canadesi quali Nelly Furtado, K'naan (autore della canzone), Drake, Justin Bieber, Deryck Whibley e molti altri. La canzone ottiene un ottimo successo in Canada dove raggiunge la prima posizione della classifica dei singoli più venduti.

Nel settembre 2010 Avril annuncia di aver fondato The Avril Lavigne Foundation, la sua prima fondazione di carattere umanitario a favore di bambini e ragazzi disabili o con malattie gravi; al riguardo ha dichiarato:
 Nel novembre 2010, la cantante barbadiana Rihanna pubblica il suo quinto album in studio, Loud; nel disco è contenuto il brano Cheers (Drink to That) per il quale la cantante ha affermato di essersi ispirata allo stile di I'm with You di Avril. Viene estratto come ultimo singolo ufficiale dall'album l'anno dopo e nel suo video musicale Avril fa un breve cameo.

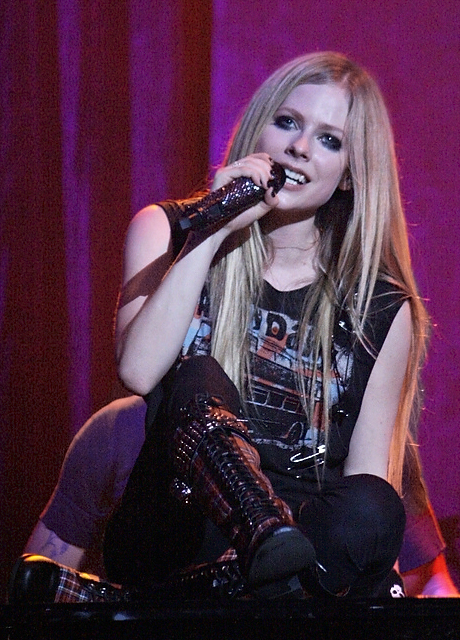
Avril Lavigne in concerto in Italia nel 2011

Nel novembre 2010 tramite il suo sito ufficiale fa sapere che il suo nuovo singolo dal titolo What the Hell uscirà a gennaio 2011, e agli American Music Award ha confermato che l'album si intitolerà Goodbye Lullaby e ha precisato che il motivo di questi innumerevoli spostamenti di pubblicazione dell'album non sono stati colpa sua, ma della casa discografica, proprio perché l'album era già pronto da un anno. Il 7 dicembre 2010, sempre tramite il suo sito ufficiale, Avril rivela la data di pubblicazione dell'album, prevista per l'8 marzo 2011 e viene mostrata in anteprima la copertina del disco; il 21 dicembre viene annunciata la tracklist ufficiale dell'album. La cantante afferma anche che il nuovo progetto sarebbe stato diverso dai suoi predecessori in quanto avrebbe incorporato sonorità meno pop rock poiché si sarebbe focalizzato sulle esperienze difficili che si hanno nel corso della vita piuttosto che sulle relazioni. Si rivela anche molto soddisfatta del risultato finale, poiché era riuscita nel suo intento: creare un album onesto e profondo che potesse sentirlo vicino al cuore.
What the Hell, come annunciato da prima dalla cantante, è stato pubblicato nel mese di gennaio 2011 come singolo apripista di Goodbye Lullaby e messo in commercio a partire dal 2 marzo. Riscuote un discreto successo globale, bloccandosi all'11ª posizione negli Stati Uniti a causa del basso airplay radiofonico. Al momento della sua pubblicazione, Goodbye Lullaby raggiunge la vetta delle classifiche musicali di sei Paesi, inclusi Giappone e Australia dove aveva già conseguito con i suoi precedenti lavori tale traguardo. Il 27 aprile viene rivelato che Smile sarebbe stato il secondo singolo estratto dall'album; è stato accompagnato anche da un video musicale, pubblicato il mese successivo, che ha ottenuto la Vevo Certified avendo superato la soglia delle 100 milioni di visualizzazioni. Ha ricevuto una buona accoglienza da parte della critica, che ne ha elogiato l'orecchiabilità.
Il 30 aprile 2011 parte dall'Asia il tour mondiale The Black Star Tour. A settembre il tour arriverà anche in Europa e toccherà tre città italiane: Torino l'8 settembre, Roma il 10 settembre e Milano l'11 settembre. Il 9 settembre 2011 viene pubblicato il video del terzo singolo dell'album, Wish You Were Here. Il singolo è stato pubblicato ufficialmente il 26 settembre 2011. Il 1º marzo 2012 viene pubblicato a sorpresa il video di Goodbye, la canzone che dà il titolo al suo quarto album; questo è un regalo che Avril fa ai suoi fan per ringraziarli del bellissimo anno regalatole e precisa che il video ha finalità benefiche, serve infatti a promuovere la raccolta fondi in favore della The Avril Lavigne Foundation.

### 2012-2016:Avril Lavignee la malattia di Lyme

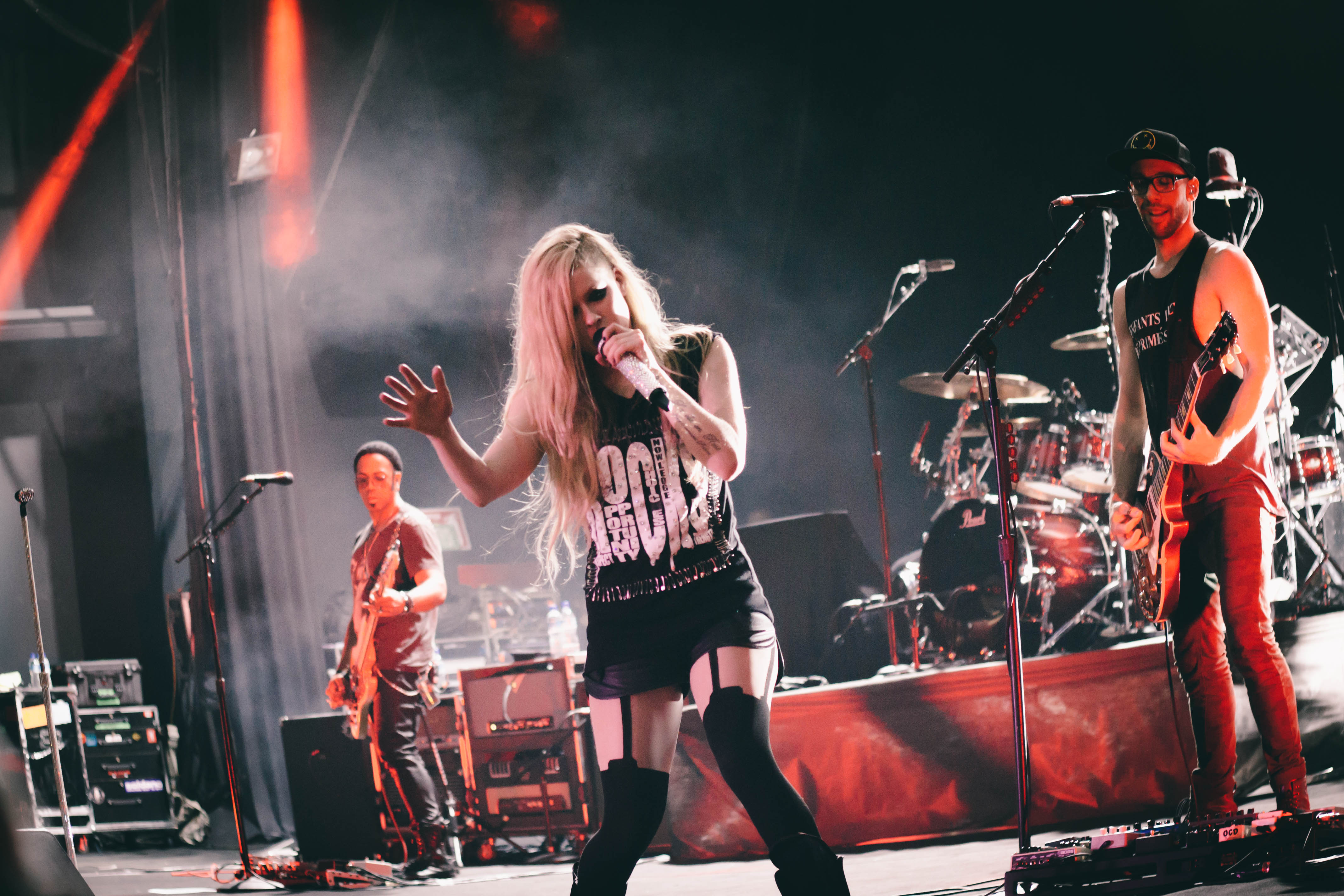
Avril Lavigne in concerto a Brasilia nel 2014

A fine 2011, tre mesi dopo la pubblicazione di Goodbye Lullaby, Avril confermò di star già lavorando al suo quinto album, che già aveva otto brani scritti tempo prima. Dichiarò anche che sarebbe stato un album più pop del precedente, e più divertente e di aver lasciato la RCA, per passare alla Epic Records che attualmente è diretta da Antonio L. A. Reid, colui che le ha dato il suo primo contratto discografico.
Nel novembre 2011 Avril comincia a registrare le canzoni per il suo quinto album. Nell'aprile 2012 Avril annuncia tramite Twitter di aver finalmente completato la stesura dei testi per il suo quinto album e a fine agosto 2012 Avril comunica di averlo ufficialmente completato, anche grazie a Chad Kroeger, fidanzato, che ha collaborato con lei.
Inoltre sempre nel 2012 dà il suo contributo al film One Piece Film: Z interpretando due cover, Bad Reputation di Joan Jett e How You Remind Me dei Nickelback.
L'8 febbraio 2013 la cantante annuncia il titolo del suo nuovo singolo: Here's to Never Growing Up prodotto da Martin Johnson dei Boys Like Girls, pubblicato ufficialmente il 9 aprile, vincendo due dischi di platino in Australia e Stati Uniti d'America e il premio Miglior video canadese dell'anno ai MuchMusic Awards. Avril ha dato la possibilità a tutti i suoi fan di partecipare al lyric video di Here's to Never Growing Up inviandole una foto che rappresenti il "non crescere mai" oppure un piccolo video nel quale si canta il ritornello della sua nuova canzone. Il 9 maggio è stato pubblicato il videoclip ufficiale del brano sul canale Vevo della cantante.
Il secondo singolo ad anticipare il quinto album dell'artista canadese è intitolato Rock n Roll: l'audio ufficiale è stato reso noto da Avril stessa sul suo canale YouTube il 18 luglio dopo che i fan lo hanno sbloccato con l'hashtag #UnlockRocknroll su Twitter. Il video ufficiale è stato pubblicato il 20 agosto sul canale Vevo della cantante.
L'album Avril Lavigne è stato pubblicato il 5 novembre 2013 e contiene un duetto con Marilyn Manson e uno con il marito Chad Kroeger.
Il 7 settembre Lavigne annuncia il terzo singolo; si tratta della sopracitata collaborazione con Kroeger intitolata Let Me Go. L'audio e il videoclip ufficiale sono stati resi disponibili sul canale Vevo della cantante.

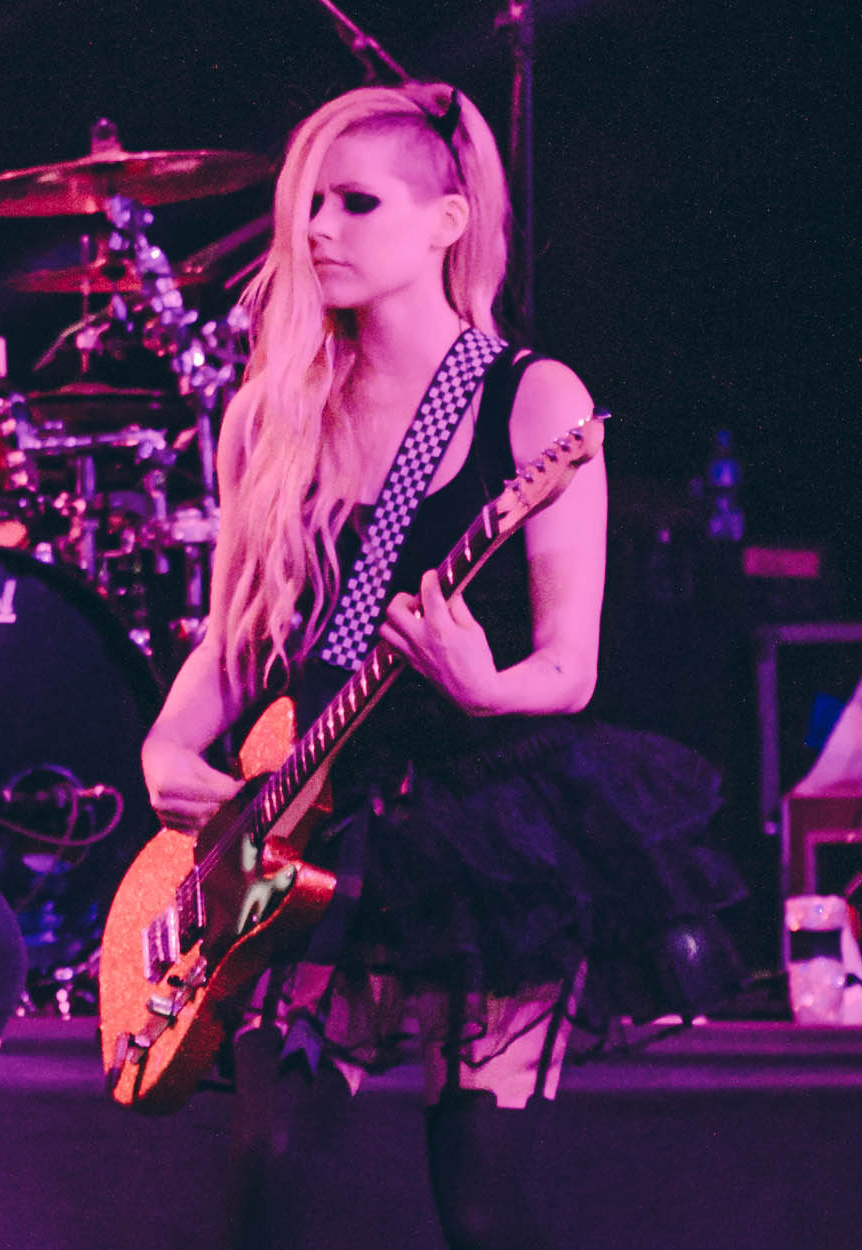
Avril Lavigne durante il The Avril Lavigne Tour

Il 31 gennaio parte dall'Asia il The Avril Lavigne Tour. Ad aprile viene pubblicato, esclusivamente per i paesi asiatici, il quarto singolo dell'album, Hello Kitty, il cui video è stato girato in Giappone.
Il 14 marzo 2014 è stato annunciato il tour della cantante con i Backstreet Boys, tenutosi negli Stati Uniti tra maggio e giugno 2014. Ad agosto 2014 ha preso parte al Summer Sonic Festival a Tokyo, in Giappone.
A dicembre 2014 ABC News, vista l'assenza di Lavigne dai social network, riporta che lei stessa, messasi in contatto con Avril Music Chart tramite Twitter, ha scritto un messaggio diretto ai suoi fan: «Mi sento in colpa in quanto non sono stata capace di dire ai miei fans il motivo per il quale ultimamente sono stata assente. Sono combattuta in quanto sono una persona molto riservata. Non sto bene, sto avendo alcuni problemi di salute. Quindi per favore, pregate per me.» Avril ha poi negato le voci sul suo conto riguardanti una sua riabilitazione.
Il 29 gennaio 2015 comunica su Twitter la pubblicazione del singolo Give You What You Like come parte della colonna sonora del film Babysitter's Black Book, uscito il 21 febbraio 2015 sul canale americano Lifetime, mentre il video è stato reso disponibile sul suo canale Vevo il 10 febbraio 2015.

A marzo 2015 finalmente Lavigne rompe il silenzio sul mistero della sua malattia e racconta alla rivista People di essere stata costretta a stare a letto per ben cinque mesi a causa della malattia di Lyme e in merito dice: 
Nel mese di aprile esce il video del singolo Fly, scritto nel 2013 e modificato dalla cantante nel dicembre 2014, pubblicato in onore dei Giochi olimpici speciali che si sono svolti dal 25 luglio al 2 agosto 2015 a Los Angeles. Si esibisce con il singolo alla cerimonia di apertura della manifestazione. Nel mese di giugno vince un MTV Italia Awards per la categoria Best Fan.
Nell'estate 2015 la cantante insieme con Ashley Tisdale e Demi Lovato annuncia che sarebbe stata una delle protagoniste del nuovo film d'animazione C'era una volta il Principe Azzurro, dando la voce al personaggio di Biancaneve. Il 25 novembre 2015 viene pubblicato l'album All American del cantante Nick Carter, album che vede come seconda traccia una collaborazione con Avril, in Get Over Me.

### 2017-2020:Head Above Water
Il 1º marzo 2017 la cantante annuncia di aver firmato un contratto discografico con l'etichetta BMG Rights Management, mentre tra i mesi di settembre e novembre vengono pubblicate due collaborazioni della cantante: Wings Clipped con i Grey e una cover di Baby, It's Cold Outside con Jonny Blue per il film natalizio Switched for Christmas.
Il 6 settembre 2018 la cantante pubblica sul suo sito ufficiale una lettera ai fan, raccontando la propria storia e annunciando il primo singolo estratto dal sesto album in studio, intitolato Head Above Water e pubblicato il 19 settembre. Il 12 settembre registra un'esibizione del singolo per lo show Jimmy Kimmel Live!, trasmessa il successivo 26 settembre, mentre il giorno seguente, in occasione del suo trentaquattresimo compleanno, pubblica il relativo videoclip ufficiale.

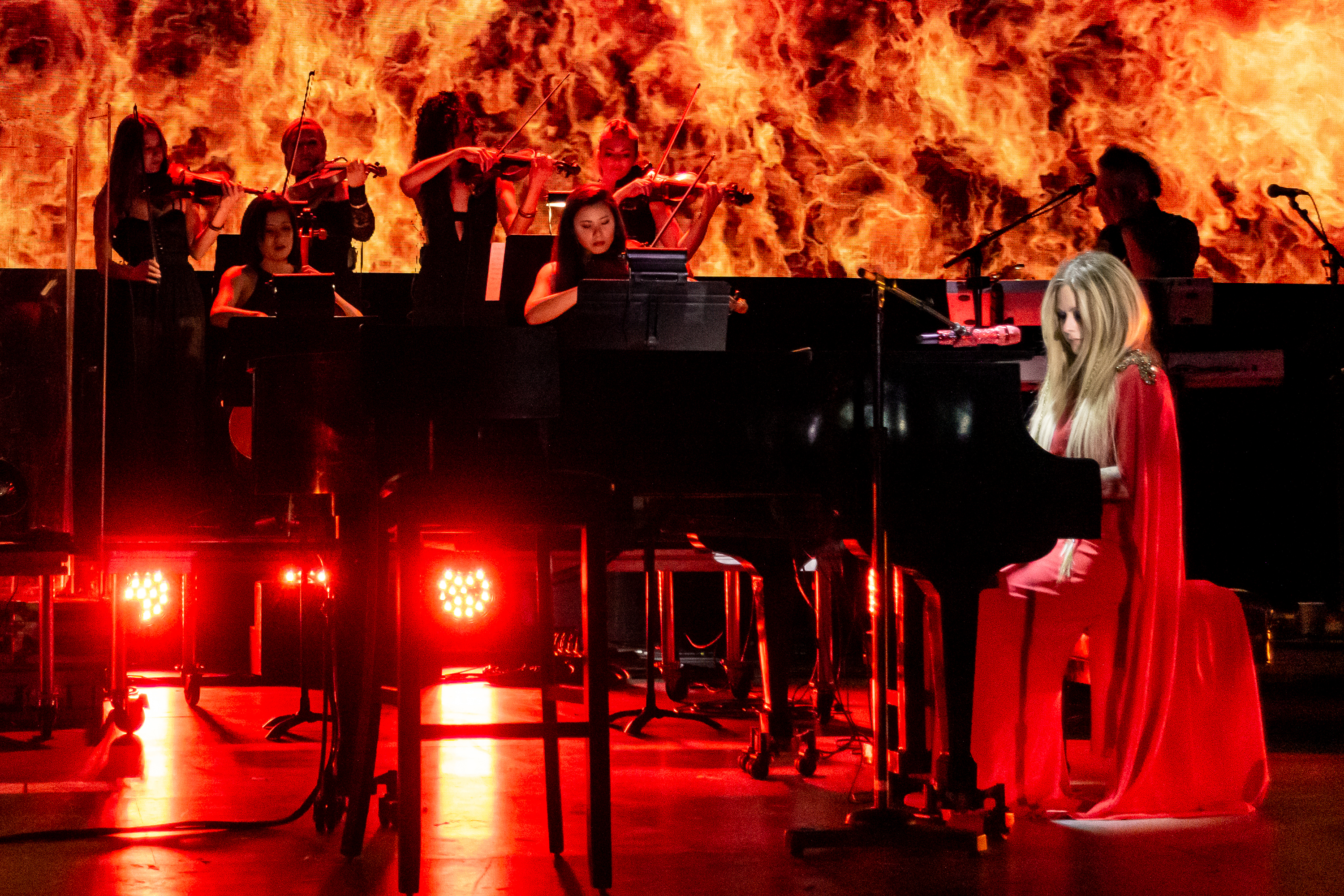
Avril in concerto al Greek Theatre di Los Angeles nel 2019

Il 7 dicembre 2018, Lavigne annuncia che il sesto album in studio, intitolato Head Above Water, di cui rivela sia la cover sia la lista delle tracce, sarebbe stato pubblicato il 15 febbraio 2019. Cinque giorni dopo, il 12 dicembre, la cantante pubblica il secondo singolo ufficiale, Tell Me It's Over, accompagnato dal relativo videoclip musicale. Il 12 febbraio viene pubblicato il terzo singolo estratto dall'album, ovvero Dumb Blonde, eseguito in collaborazione con Nicki Minaj. Il 15 luglio viene pubblicato il videoclip del quarto singolo estratto dall'album, ovvero I Fell in Love with the Devil. Si tratta del primo singolo di Avril Lavigne ad essere stato interamente composto dall'artista, la quale ha spiegato sui social il significato della canzone:
(Avril Lavigne)
Pochi mesi più tardi, a settembre 2019, ha inizio in Nord America l'Head Above Water Tour, che sarebbe dovuto proseguire con date in Europa e Asia tra i mesi di marzo e maggio 2020. Tuttavia, a causa della pandemia di COVID-19, le suddette date vengono rimandate molteplici volte fino al 2022.
Il 24 aprile 2020 viene estratto il quinto ed ultimo singolo dall'album, ovvero We Are Warriors. Il brano, originariamente intitolato Warrior, viene distribuito come singolo per beneficenza per tutti i pazienti colpiti dal COVID-19 e, per l'occasione, lo ha reinterpretato utilizzando la forma della prima persona plurale. Ne è stato realizzato anche un videoclip ufficiale.

### 2021-2023:Love Sux
Le prime indiscrezioni sul nuovo album di Avril Lavigne risalgono al maggio 2020, quando la cantante ha annunciato ai microfoni di Songwriters di essere al lavoro ad un nuovo progetto con sonorità maggiormente orientate verso i generi pop-rock-punk. A dicembre dello stesso anno la cantante conferma di essere stata in studio a registrare con artisti del calibro di John Feldmann, Mod Sun, Travis Barker e Machine Gun Kelly. L'8 gennaio 2021 prende parte al singolo Flames di Mod Sun, estratto dall'album di lui Internet Killed the Rockstar. Il mese dopo, l'interprete annuncia di aver completato il nuovo disco.
Il 3 novembre 2021, Avril lascia la sua storica casa discografica Epic Records e firma un contratto con la DTA Records, etichetta di proprietà di Travis Barker. La prima pubblicazione con la nuova etichetta è il singolo Bite Me, pubblicato il 10 novembre successivo. Il 12 gennaio 2022 annuncia il titolo e le tracce del settimo album Love Sux, pubblicato il successivo 25 febbraio, contenente featuring con Blackbear, Mark Hoppus e Machine Gun Kelly; il 14 gennaio viene messo in commercio il secondo estratto Love It When You Hate Me.
Nell'aprile 2022 ha inizio dal Canada il Love Sux Tour, all'interno del quale vengono recuperate anche le date europee originariamente facenti parte del tour precedente. La cantante torna anche ad esibirsi in Sud America, prendendo parte al festival Rock in Rio in Brasile. Il 1º settembre riceve una stella sulla Walk of Fame per i suoi vent'anni di carriera. Il 15 settembre 2023 collabora al singolo Fake As Hell degli All Time Low.

### 2024-presente:Avril Lavigne: Greatest Hitse nuove collaborazioni

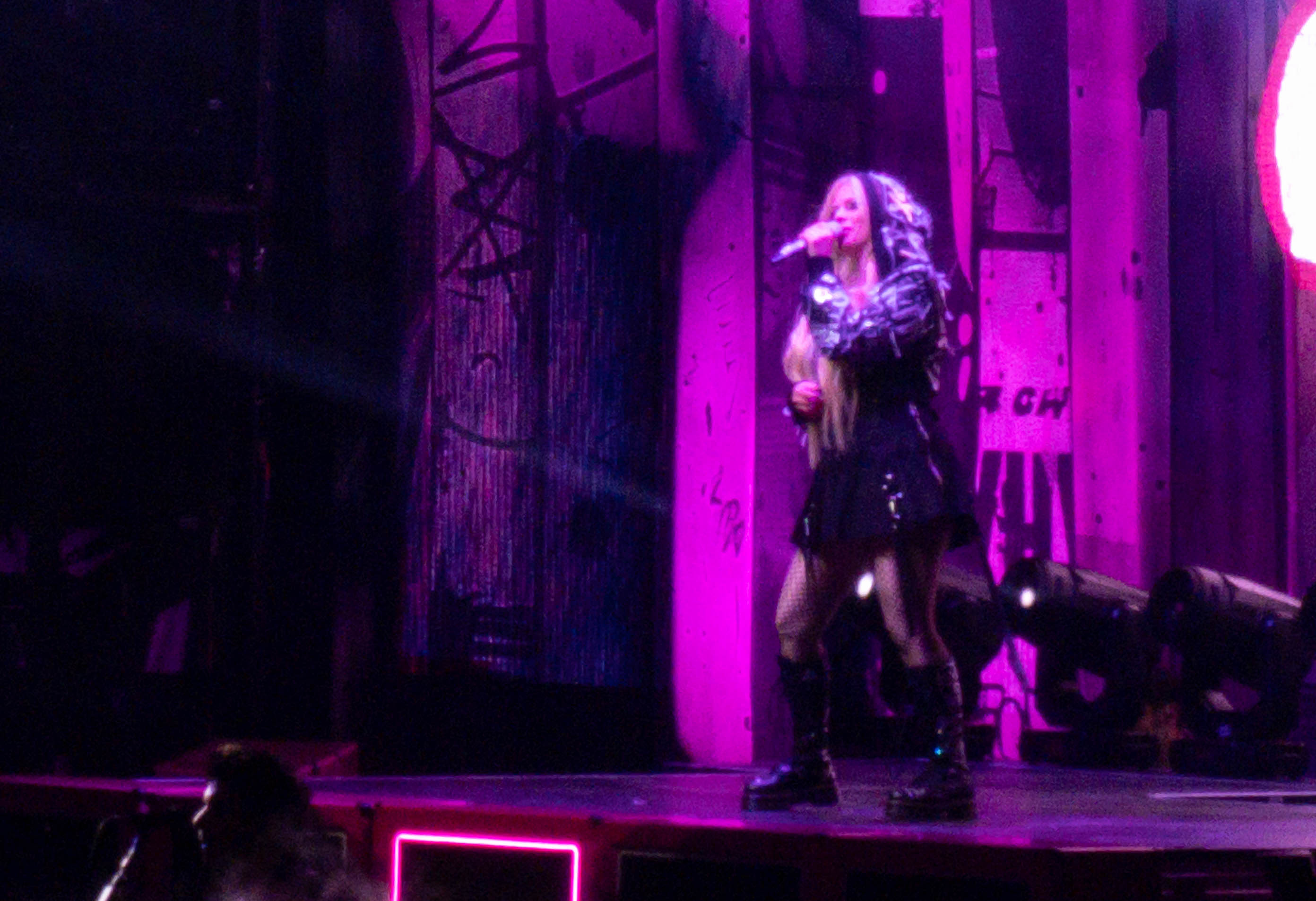
Avril Lavigne durante il Greatest Hits Tour

Il 21 giugno 2024, l'artista pubblica la sua prima raccolta di successi, Avril Lavigne: Greatest Hits, che accompagna il Greatest Hits Tour, con prima data 22 maggio 2024 a Vancouver e ultima il 18 ottobre 2025 a Las Vegas.
Nella pausa tra la prima e la seconda parte di quest'ultimo tour, Lavigne ha collaborato anche con Billy Idol, pubblicando insieme a lui il singolo 77, uscito il 23 aprile 2025, e con i Simple Plan pubblicando la canzone Young & Dumb il 9 maggio 2025.

## Stile e influenze musicali

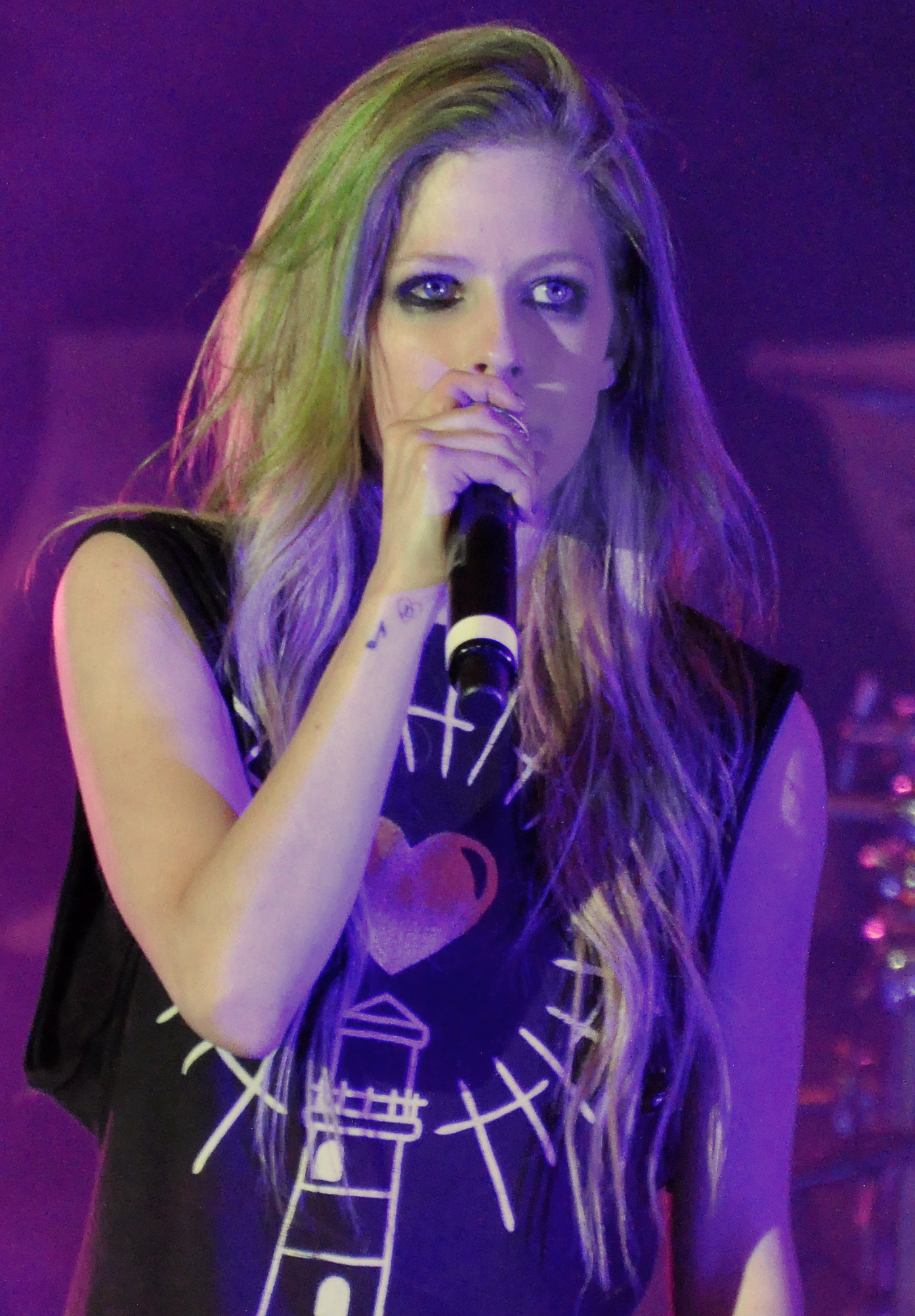
Avril Lavigne nel 2011

Le canzoni di Lavigne contengono tutte messaggi d'autostima e di energia, e sono indirizzate soprattutto a teenager, sia maschi sia femmine. Lavigne sostiene che: «le mie canzoni parlano dell'essere sé stessi, non importa altro, e continuare a sognare, anche se gli altri dicono che i tuoi sogni sono troppo strani e irraggiungibili».
Nel suo primo album Let Go, Lavigne ha preferito inserire brani più commerciali e radio-friendly come Complicated e meno canzoni mainstream come Losing Grip. Ha dichiarato che: «Le canzoni che ho registrato con The Matrix, erano ottime per il mio primo disco, ma non voglio più pop nella mia musica».
Nel secondo album Under My Skin, parlava di argomenti più personali e ogni canzone aveva un significato profondo. Circa il suo secondo album Avril Lavigne dice: «Ho vissuto tutto ciò di cui parlo, fidanzati, appuntamenti e relazioni».
Al contrario il terzo album The Best Damn Thing, non tratta di temi molto personali, molte delle canzoni non hanno a che fare con lei, l'unico obiettivo mentre lo scriveva era "far divertire".
Goodbye Lullaby, il quarto album, è stato il più personale di tutti gli altri suoi album, lei stessa lo definisce più profondo e diretto, molto emozionante. Ian McKellen durante il The Late Show with Craig Ferguson nel 2007 l'ha definita come una valchiria post-grunge con l'anima ferita di un poeta e la combattività esplosiva di un canadese.
Lavigne è cresciuta ascoltando artisti come Blink-182, Goo Goo Dolls, Matchbox Twenty, Green Day, Shania Twain e Alanis Morissette , ma le sue influenze musicali comprendono anche Courtney Love e Janis Joplin, così come band dell'alternative rock come i Nirvana, No Doubt, the Goo Goo Dolls, Radiohead, Coldplay (tra i suoi artisti preferiti in assoluto), The Who, Sum 41, Oasis, Third Eye Blind e i Matchbox Twenty. A causa di queste influenze musicali, il suo stile viene chiamato punk, qualcosa che lei stessa ha negato di essere. Evan Taubenfeld, amico e chitarrista di Avril, ha dichiarato che per un sacco di gente è un argomento delicato, però Avril non è punk e non ha mai fatto finta di venire da quella scena, lei fa solamente pop punk, sono stati i media a fare il resto.
La maggior parte delle critiche identificano Lavigne tra il teen pop e il pop punk, tra cui giornali e riviste del calibro di The New York Times, Rolling Stone, NME, MusicMight, IGN e PopMatters l'hanno identificata un mix di rock, teen pop e pop punk influenzato dal grunge pop rock.

## Altre attività

### Cinema e TV

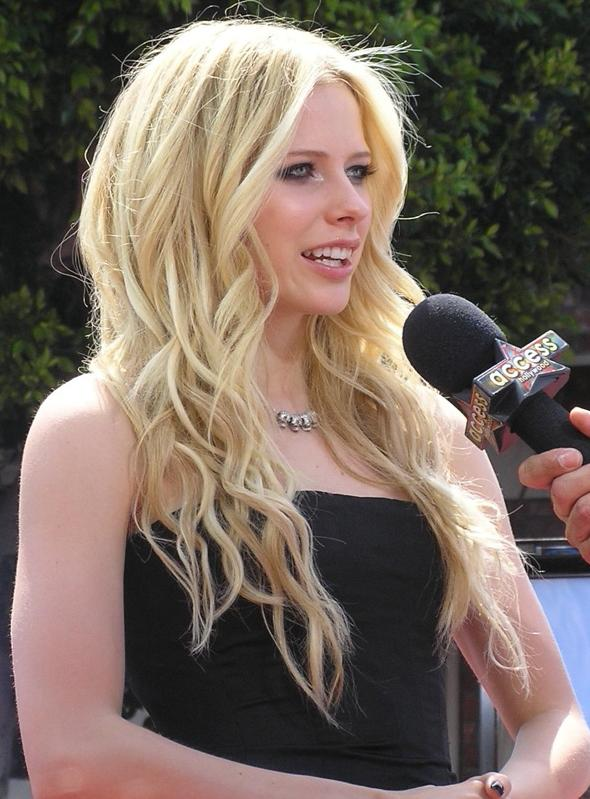
Avril Lavigne alla première di La gang del bosco, 2006

La prima apparizione televisiva della cantante avviene nel 2002 quando partecipa a una puntata della serie TV statunitense Sabrina, vita da strega nel ruolo di sé stessa che insieme con la sua band si esibisce in un locale sulle note di Sk8er Boi. Nel 2003 fa un'apparizione nel ruolo di sé stessa nel film canadese Vado, vedo... vengo! - Un viaggio tutto curve in cui si esibisce con il brano Losing Grip durante i Much Music Awards.
Nel 2005 Lavigne muove i primi passi nel mondo del cinema recitando nel film Identikit di un delitto, uscito nel 2007, con Richard Gere e Claire Danes, in cui interpreta la piccola parte di Beatrice Bell. Sempre nello stesso anno interpreta la parte dell'attivista Alice nell'adattamento cinematografico del libro di Eric Schlosser, Fast Food Nation, le cui riprese si svolgono ad Austin in Texas e che esce nelle sale nel 2006.
Nel 2006 approda al mondo del cinema d'animazione: prima, contribuendo alla colonna sonora del film SpongeBob - Il film, poi dando voce a Heather, personaggio del film La gang del bosco. Fast Food Nation e La gang del bosco sono tra i film che aprono l'edizione 2006 del Festival del cinema di Cannes e per l'occasione Lavigne partecipa alla manifestazione.
Nel 2015 doppia il personaggio di Biancaneve nel film Charming, uscito nelle sale nel 2018, in Italia nel 2019: per il film registra la canzone Trophy Boy in collaborazione con Ashley Tisdale e G.E.M.

### Filantropia
Fin dagli inizi della sua carriera, Avril Lavigne è coinvolta in molte organizzazioni benefiche, tra le principali ci sono Amnesty International, Make-A-Wish Foundation, Special Olympics e War Child. 
Nel 2003 ha realizzato una cover di Knockin' on Heaven's Door per la compilation Peace Songs di War Child e nel 2007 ha registrato una versione di Imagine di John Lennon per l'album Instant Karma: The Amnesty International Campaign to Save Darfur. Pubblicato il 12 giugno 2007, l'album ha raccolto fondi per sostenere la campagna di Amnesty International per alleviare la crisi in Darfur.
Ha anche partecipato a campagne pubblicitarie per ALDO con YouthAIDS per raccogliere fondi e sensibilizzare le persone sull'HIV/AIDS. 
Il 5 dicembre 2009 Lavigne è salita sul palco a Città del Messico durante il più grande evento di beneficenza dell'America Latina, Teleton eseguendo versioni acustiche dei suoi successi Complicated e Girlfriend. 
Nel 2010 è stata una delle artiste che hanno contribuito alla cover di Wavin' Flag di K'naan come singolo benefico per raccogliere fondi a favore delle organizzazioni legate al terremoto di Haiti del 2010.
Nel settembre 2010 crea una sua fondazione chiamata The Avril Lavigne Foundation per supportare e aiutare persone con disabilità e malattie gravi, collaborando con le principali organizzazioni benefiche. La cantante ha affermato: "volevo davvero fare di più. Ho sempre cercato modi per restituire qualcosa, perché credo sia una responsabilità che condividiamo tutti." 
Nel settembre 2014 ha lanciato una campagna di raccolta fondi personale per le Special Olympics in occasione del suo compleanno. I proventi dell'evento Team Rockstar hanno contribuito a sponsorizzare atleti provenienti da tutto il mondo per i Giochi Mondiali Estivi delle Special Olympics del 2015 a Los Angeles. Gli atleti sono stati i protagonisti del video musicale di Fly.
Dal 2015 comincia a supportare anche persone con la malattia di Lyme, con la quale lei stessa ha combattuto; la cantante cerca di aumentare la consapevolezza e la prevenzione della malattia.
Sempre riguardo la malattia di Lyme, nel settembre 2020, Lavigne ha annunciato un concerto speciale in live streaming per sensibilizzare e raccogliere fondi nella lotta contro la malattia, chiamato #FightLyme concert. L'evento si è tenuto il 25 ottobre, e i proventi dei biglietti e del merchandising sono stati devoluti alla Global Lyme Alliance e alla sua fondazione, The Avril Lavigne Foundation.

### Moda

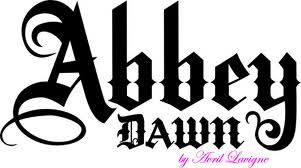
Logo di Abbey Dawn

Nel luglio 2008 lancia la sua linea di moda per teenager Abbey Dawn, prodotta da Kohl's, che è il marchio esclusivo della linea negli Stati Uniti d'America.
La linea è disegnata interamente da lei; Kohl's descrive Abbey Dawn come una linea per ragazzi con capi che rispecchiano lo stile della cantante. Avril indossava alcuni capi Abbey Dawn durante i suoi concerti ancora prima che la linea venisse commercializzata.
La linea Abbey Dawn fu anche incorporata nel gioco online Stardoll, dove la doll poteva essere vestita come Avril Lavigne.

### Profumi
Nel luglio 2009 Lavigne lancia, prima in Europa e poi negli Stati Uniti e Canada, il suo primo profumo Black Star. Nel luglio 2010 lancia la seconda fragranza da lei creata, Forbidden Rose, seguita nell'agosto 2011 dalla terza fragranza Wild Rose.

## Controversie

### Accuse di plagio
Il gruppo The Rubinoos ha citato Avril Lavigne per aver plagiato con la sua canzone Girlfriend il loro brano I Wanna Be Your Boyfriend. La cantante si è difesa sostenendo di non aver mai sentito la canzone del gruppo americano.
La prima udienza era stata fissata per il 28 agosto 2007, ma Avril Lavigne e i The Rubinoos hanno deciso di risolvere privatamente la questione e nel gennaio 2008 è stato reso noto che il tutto si è concluso con un accordo privato tra le parti; non sono stati resi noti i dettagli finanziari, infatti il manager di Avril ha consigliato di risolvere la questione fuori dal tribunale, per evitare una costosa battaglia legale. In un comunicato stampa i The Rubinoos hanno ritirato le loro precedenti accuse: «Siamo soddisfatti che le somiglianze tra i due brani siano risultate dall'uso di alcune parole comunemente utilizzate nei testi di canzoni. Perciò dichiariamo Avril prosciolta da ogni accusa di infrazione di qualsiasi tipo, in relazione alle rivendicazioni da noi fatte nella nostra causa civile».

## Vita privata
Avril Lavigne è legalmente francese dalla nascita poiché suo padre è francese e la Francia applica lo ius sanguinis; ha fatto domanda per il suo passaporto francese, che ha ricevuto nel febbraio del 2011.
Il 15 luglio 2006 Lavigne sposa il fidanzato Deryck Whibley, leader dei Sum 41, al quale era legata sentimentalmente dal 2003. Il matrimonio dura tre anni, fin quando il 17 settembre 2009 la cantante comunica la separazione; il divorzio viene finalizzato il 16 novembre 2010.
Tra il 2010 e il 2011 ha una relazione con Brody Jenner, figlio di Caitlyn Jenner.
Il 22 agosto 2012 viene annunciato il suo fidanzamento con il cantante dei Nickelback, Chad Kroeger, con il quale ha collaborato al suo quinto album Avril Lavigne. I due si sono sposati il 1º luglio 2013. I due pubblicano il singolo Let Me Go nell'ottobre 2013. Il matrimonio dura tuttavia due anni, fin quando il 2 settembre 2015 la cantante comunica la separazione.
Nell'aprile del 2015 ha rivelato alla rivista People che le è stata diagnosticata la malattia di Lyme. In un'intervista a Billboard nello stesso mese disse che era nel processo di recupero e che voleva aumentare la consapevolezza della malattia.
Tra il 2021 e il 2023 ha una relazione con il cantante statunitense Mod Sun. Nell'aprile 2022 viene comunicato il fidanzamento che tuttavia termina nel febbraio 2023. Successivamente nello stesso anno ha per 4 mesi una relazione con il rapper Tyga.
È vegetariana dal 2008.

## Discografia
- 2002 – Let Go
- 2004 – Under My Skin
- 2007 – The Best Damn Thing
- 2011 – Goodbye Lullaby
- 2013 – Avril Lavigne
- 2019 – Head Above Water
- 2022 – Love Sux

## Videografia

### DVD
- 2003 – My World
- 2005 – Bonez Tour 2005
- 2008 – The Best Damn Tour - Live in Toronto

### Cameo in altri video
- 2002 – Hundred Million di Treble Charger
- 2006 – Bethamphetamine (Pretty Pretty) di Butch Walker
- 2011 – Cheers (Drink to That) di Rihanna
- 2021 – Amnesia di Mod Sun
- 2021 – Down di Mod Sun (Feat. Travis Barker)
- 2022 – 9 lives di Machine Gun Kelly

## Tournée
- 2002/03 – Try to Shut Me Up Tour
- 2004/05 –  Bonez Tour
- 2008 – The Best Damn Tour
- 2011/12 – The Black Star Tour
- 2014 – The Avril Lavigne Tour
- 2019 – Head Above Water Tour
- 2022/23 – Love Sux Tour
- 2024/25 – Greatest Hits Tour

Tour promozionali
- 2004 – Live By Surprise Tour
- 2007 – The Best Damn Thing Promotional Tour

## Filmografia

### Attrice

#### Cinema
- Vado, vedo... vengo! - Un viaggio tutto curve (Going The Distance), regia di Mark Griffiths (2004)
- Fast Food Nation, regia di Richard Linklater (2006)
- Identikit di un delitto (The Flock), regia di Wai-keung Lau (2007)
- Good Mourning, regia di Machine Gun Kelly e Mod Sun (2022)

#### Televisione
- Sabrina, vita da strega (Sabrina, the Teenage Witch) – serie TV, episodio 7x08 (2002)
- MADtv – serie TV, episodio 10x08 (2004)
- Punk'd – programma TV, episodio 5x08 (2005)
- Pop Fiction – serie TV, episodi 1x01-1x02 (2008)
- American Idol – programma TV, episodi 9x05-9x08 (2010)
- Stelle domani (Majors & Minors) – programma TV, episodio 1x04 (2011)
- Kimora: House of Fab – serie TV, episodio 1x07 (2013)
- Miz & Mrs. – serie TV, episodio 1x02 (2018)

### Doppiatrice
- La gang del bosco (Over the Hedge), regia di Tim Johnson e Karey Kirkpatrick (2006)
- C'era una volta il Principe Azzurro (Charming), regia di Ross Venokur (2018)

## Premi e riconoscimenti
Sin dagli esordi della sua carriera, Avril Lavigne è una delle artiste più premiate nel panorama musicale internazionale. Tra i suoi riconoscimenti, spiccano cinque ASCAP Awards, sette BMI Awards, un premio Echo, tre Guinness World Records, nove Juno Awards, altrettanti MuchMusic Video Awards, tre Teen Choice Awards, sei World Music Awards e ventisei MTV Awards nel mondo. È stata anche candidata otto volte ai Grammy Awards, tre agli American Music Award, altrettante ai BRIT Awards e quattro ai Billboard Music Awards.

## Doppiatrici italiane
Nelle versioni in italiano dei suoi lavori, Avril Lavigne è stata doppiata da:
- Federica De Bortoli in Fast Food Nation
- Patrizia Mottola in Vado, vedo... vengo! - Un viaggio tutto curve
- Giulia Catania in Identikit di un delitto

Da doppiatrice è sostituita da:
- Domitilla D'Amico ne La gang del bosco
- Giulia Tarquini in C'era una volta il Principe Azzurro